# Pablo Heras-Casado
Pablo Heras-Casado (Granada, 21 de novembre de 1977) és un director d'orquestra espanyol.
Ha estat el director titular del Conjunt Orquestral de Girona (2005-2008) i de la Coral Belles Arts de Sabadell (2003-2005). El 2010 rebé el premi Ojo Crítico de Música Clásica 2010 de Radio Clásica. Des del 2011 és el director titular de la Orchestra of St. Luke's de Nova York. Del 2015 al 2018 és el principal director convidat del Teatro Real de Madrid, en col·laboració amb Ibon Bolton, director musical del teatre.